# Flashing Lights
"Flashing Lights" é uma canção de rap produzida pelo cantor estadunidense Kanye West. Foi lançada em 22 de novembro de 2007, como o quarto single de seu terceiro álbum de estúdio, Graduation. A música foi co-produzida por Eric Hudson e contou com participação do canto de R&B Dwele, bem como por vozes adicionais produzidas por Connie Mitchell.

## Versões

### UK CD Single
1. "Flashing Lights"
2. "Stronger" (Remix feito por Andrew Dawson)

### 12" Single
1. "Flashing Lights"
2. "Flashing Lights" (Instrumental)
3. "Stronger" (Remix feito por Andrew Dawson)

## Paradas musicais
| Chart (2007/2008)                    | Melhor Posição |
| ------------------------------------ | -------------- |
| U.S. Billboard Hot 100               | 29             |
| U.S. Billboard Hot R&B/Hip-Hop Songs | 12             |
| U.S. Billboard Hot Rap Tracks        | 2              |
| U.S. Billboard Pop 100               | 40             |
| U.S. Billboard Rhythmic Top 40       | 8              |
| Australian Singles Chart             | 82             |
| Canadian Hot 100                     | 54             |
| European Hot 100 Singles             | 84             |
| Irish Singles Chart                  | 21             |
| Turkish Billboard Top 20             | 15             |
| UK Singles Chart                     | 29             |